# سوروم
سوروم (به لاتین: Sørum) یک شهرداری در نروژ است که در آکرشوس واقع شده‌است. سوروم ۲۰۷ کیلومتر مربع مساحت و ۱۲٬۷۶۸ نفر جمعیت دارد.

## خواهرخوانده
شهر بخش هاگفوش خواهرخواندهٔ سوروم هست.